# Omloop der Kempen (mannen)
De VDL Groep Omloop der Kempen is een eendaagse Nederlandse wielerwedstrijd in Noord-Brabant, gehouden over 180 km, waarvan ruim 20 km over kasseistroken en mag daardoor, als een van de weinige in Nederland, beschouwd worden als een kasseienkoers. Deze wedstrijd wordt verreden op het internationale UCI 1.2-niveau. De start en finish bevinden zich in Veldhoven en de organisatie is in handen van de "Stichting Omloop der Kempen". De ronde wordt in 2025 voor de 76e maal gehouden. Daarmee is de Omloop der Kempen de oudste wielerklassieker van Nederland. De koersdirecteur is Cédric Louwers.
De wedstrijd werd voor het eerst gereden in 1948 en heeft vervolgens, met uitzondering van 1950 en 2020 (coronapandemie), elk jaar plaatsgevonden.  
In 1997 werd de wedstrijd voor vrouwen voor het eerst georganiseerd. Op de erelijst staan bekende namen zoals Leontien van Moorsel (viermaal), Annemiek van Vleuten, Marianne Vos (tweemaal), Maike van der Duin, Rachele Barbieri en Charlotte Kool. De koersdirecteur is Teun Nagel. 

## Lijst van winnaars

### Meervoudige winnaars
| Overwinningen | Renner        | Jaren                  |
| ------------- | ------------- | ---------------------- |
| 4             | Anthony Theus | 1989, 1994, 1995, 2000 |
| 2             | Cees Lute     | 1960, 1962             |
| 2             | Jan Aling     | 1969, 1973             |
| 2             | Arie Hassink  | 1971, 1976             |

### Overwinningen per land
| Overwinningen | Land                                  |
| ------------- | ------------------------------------- |
| 68            | Nederland                             |
| 4             | België                                |
| 1             | Australië, Duitsland, Italië, Rusland |